# Kārlis Upenieks
Kārlis Upenieks (* 21. August 1914 in Riga; † 12. April 1945 in Güstrow) war ein lettischer Fußballspieler.

## Karriere
Kārlis Upenieks spielte in seiner Vereinskarriere mindestens im Jahr 1935 für den RFK Riga, mit dem er Lettischer Meister wurde.
Am 22. August 1935 spielte Upenieks einmal in der Lettischen Fußballnationalmannschaft gegen Estland während des Baltic Cup 1935.